# Norwegische Akademie für Sprache und Literatur
Die Norwegische Akademie für Sprache und Literatur, kurz: Norwegische Akademie (norwegisch: Det Norske Akademi for Språk og Litteratur) wurde 1953 von prominenten norwegischen Schriftstellern, Akademikern und Politikern wie Arnulf Øverland, Sigurd Hoel, Andreas Hofgaard Winsnes, Carl Joachim Hambro, Cora Sandel und Francis Bull gegründet. Das Ziel der privatrechtlichen Organisation war (und ist) es, aus der Gegenposition zu den sprachplanerischen Aktivitäten von offizieller Seite (siehe Bokmål, Nynorsk, Samnorsk) einen „stabilisierenden Faktor in der sprachlichen Entwicklung zu schaffen und den Respekt für die Schriftsprache wiederherzustellen“ sowie „zum Schutz der norwegischen Riksmål und zur Förderung eines freien und pluralistischen Geistesleben in Norwegen“ beizutragen.

## Tätigkeit
Die Akademie normiert die Schriftsprache Riksmål – eine dem Dänischen näherstehende Variante der norwegischen Sprache – und gibt mit Det Norske Akademis ordbok ein mehrbändiges Wörterbuch der norwegischen Sprache heraus. Mit dem Thorleif Dahls pris verleiht sie auch einen Literaturpreis. Die Akademie ist mit zwei Vertretern im offiziellen Språkrådet (der Bokmål und Nynorsk normiert) repräsentiert.
Sie hat 48 Mitglieder, die prominente Repräsentanten von Fachgebieten wie skandinavischer, deutscher, englischer oder französischer Sprache und Literatur, Geschichte, Politikwissenschaft, Philosophie, Jura, Dramatik oder Lyrik sind.

## Mitglieder
John Ole Askedal, Bodil Aurstad, Kjetil Bang-Hansen, Trond Berg Eriksen, Liv Bliksrud, Tor Bomann-Larsen, Fredrik Bull-Hansen, Bentein Baardson, Lars Saabye Christensen, Arnold Eidslott, Thor Falkanger, Ivo de Figueiredo, Lise Fjeldstad, Dagfinn Føllesdal, Cathrine Grøndahl, Karin Gundersen, Tor Guttu, Erik Fosnes Hansen, Håkon Harket, Per Egil Hegge, Nils Heyerdahl, Roy Jacobsen, Christian Janss, Anine Kierulf, Knut Kleve, Sissel Lange-Nielsen, Mari Lending, Jørn Lund, Helge Nordahl, William Nygaard, Kjell Arild Pollestad, Per Qvale, Arthur O. Sandved,  Hilde Sejersted, Ole Michael Selberg, Rune Slagstad, Henrik Syse, Jan Jakob Tønseth, Helene Uri, Trond Vernegg Finn-Erik Vinje, Gunnar Christie Wasberg, Egil A. Wyller und Vigdis Ystad.

## Präsidium
- Nils Heyerdahl, Präsident, Ideehistoriker und ehemaliger Theaterchef in NRK
- Tor Guttu, Lexikograph
- Karin Gundersen, Professorin für Französische Literatur
- Helene Uri, Schriftstellerin und Professorin für Linguistik
- Per Qvale, Übersetzer